# Гачник
Гачник (словен. Gačnik) је насељено место у општини Песница, Подравска регија, Словенија.

## Историја
До територијалне реорганизације у Словенији био је у саставу старе општине Песница.

## Становништво
У попису становништва из 2011. године, Гачник је имао 520 становника.
| Број становника према пописима | Број становника према пописима | Број становника према пописима |
| ------------------------------ | ------------------------------ | ------------------------------ |
| 1991                           | 2002                           | 2011                           |
| 454                            | 492                            | 520                            |

Напомена: Године 2017. извршена је мања размена територије између насеља Гачник и Јаренински Дол.